# (21750) Tartakahashi
(21750) Tartakahashi (1999 RG173) – planetoida z pasa głównego asteroid okrążająca Słońce w ciągu 3,35 lat w średniej odległości 2,24 j.a. Odkryta 9 września 1999 roku.